# Jan Tomáš
Jan Tomáš (2. června 1841 Svatogothardská Lhota – 7. září 1912 Praha) byl český portrétní fotograf. V jeho ateliéru zřejmě poprvé v Čechách došlo k nahrávání hlasů známých herců a pěvců z divadel na fonografické válečky.

## Život
Narodil se jako čtvrté dítě z devíti dětí v rodině rolníka Jana Víta Tomáše (1813–1874) a jeho manželky Marie, rozené Duškové (1813–1893). Okolo roku 1863 začal pracovat ve fotoateliéru v Praze 1, v ulici Na Poříčí (vedle domu U Rozvařilů). V roce 1867 převzal fotoateliér Arnošta Strettiho (Praha 1, Václavské nám. čp. 7/842/II). Dne 15.9.1867 obdržel od pražského magistrátu licenci na provozování fotografické živnosti. Okolo roku 1894 přestěhoval atelier do domu Václavské nám. čp. 785/II. Od roku 1871 s ním spolupracoval fotograf Václav Donát, který pak v letech 1903/1904 převzal atelier, resp. firma byla provozována pod cizím jménem. V roce 1908 atelier přešel od používání albuminového papíru na bromostříbrný pozitivní materiál. Pohřben je na starém hřbitově v Hořicích.

## Galerie

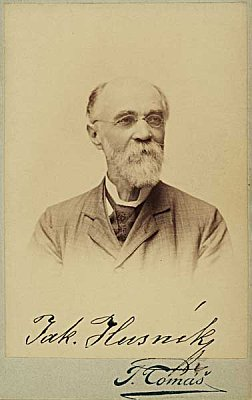
Jakub Husník, malíř, grafik, fotograf a vynálezce, asi 1895
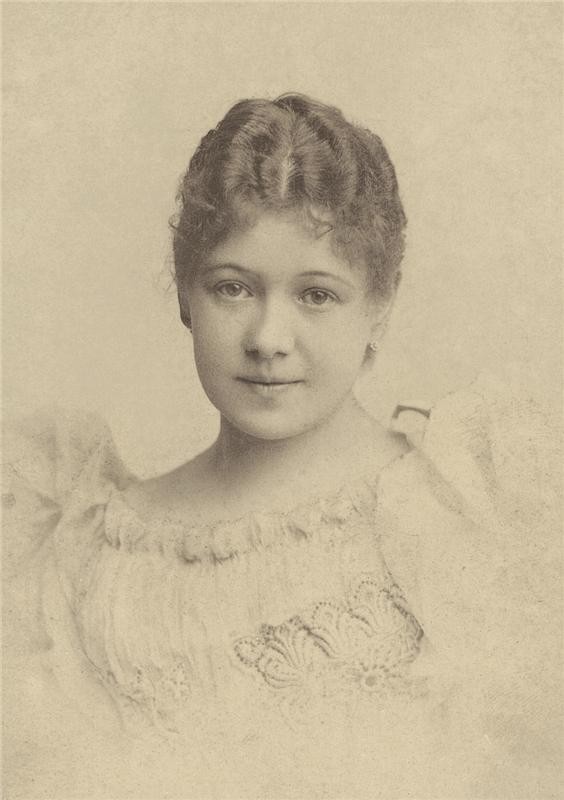
Hana Kvapilová, herečka a členka Národního divadla v Praze, asi 1880–1890
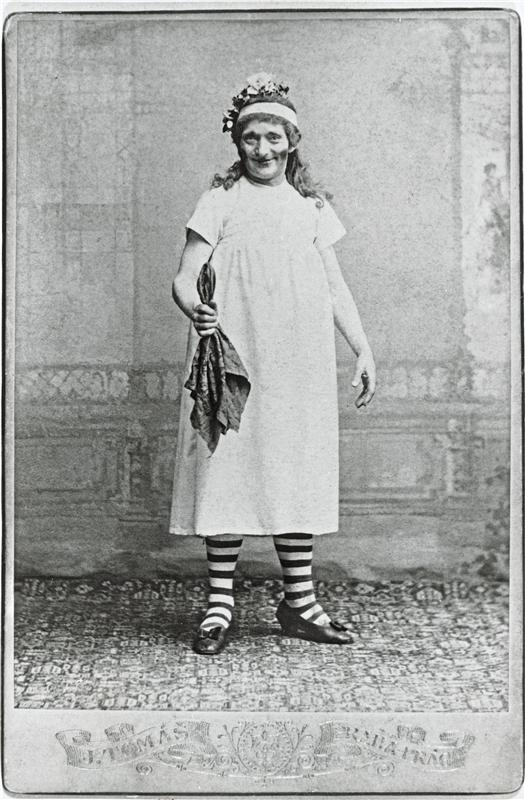
Divadelní herec Jindřich Mošna v roli Piskálka ve Snu noci svatojánské, 1884
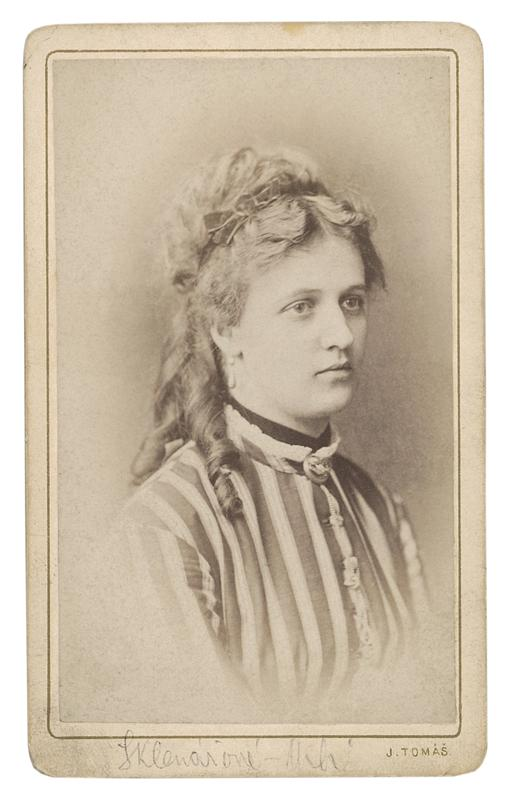
Herečka a členka Národního divadla v Praze Otilie Sklenářová-Malá
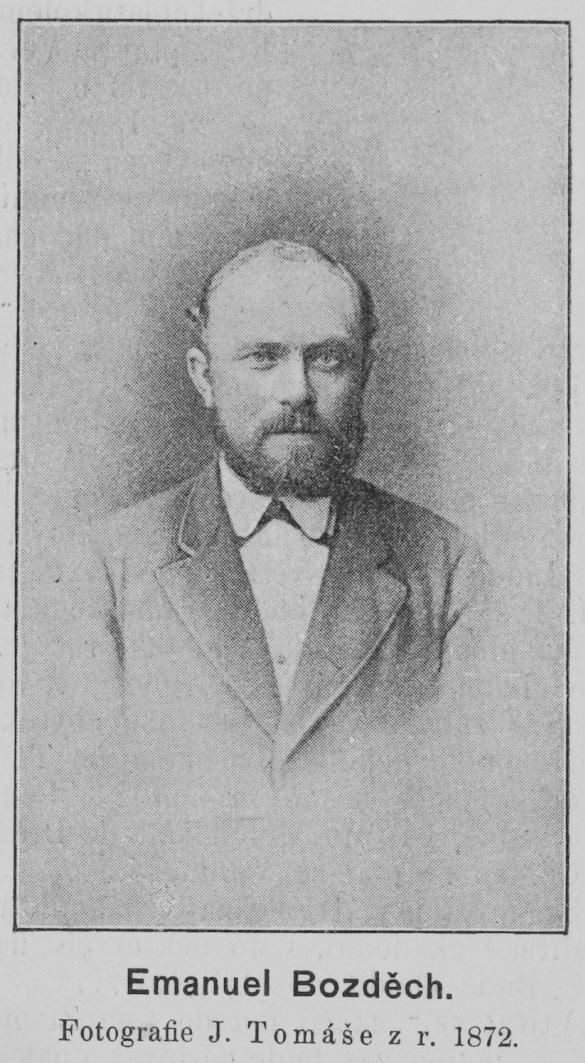
Dramatik, překladatel a kritik Emanuel Bozděch, 1872
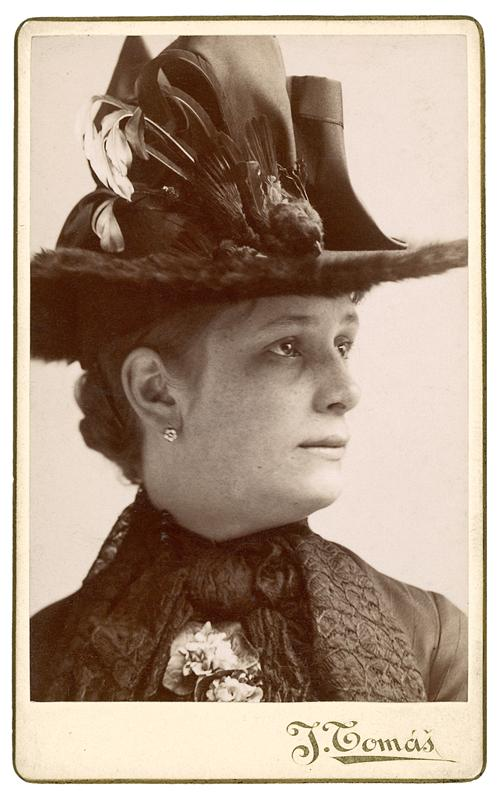
Hana Benoniová
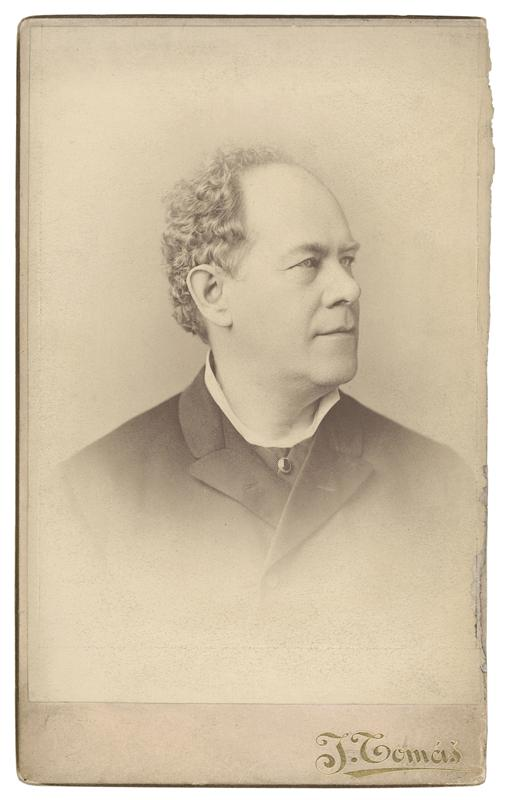
Herec Josef Karel Chramosta
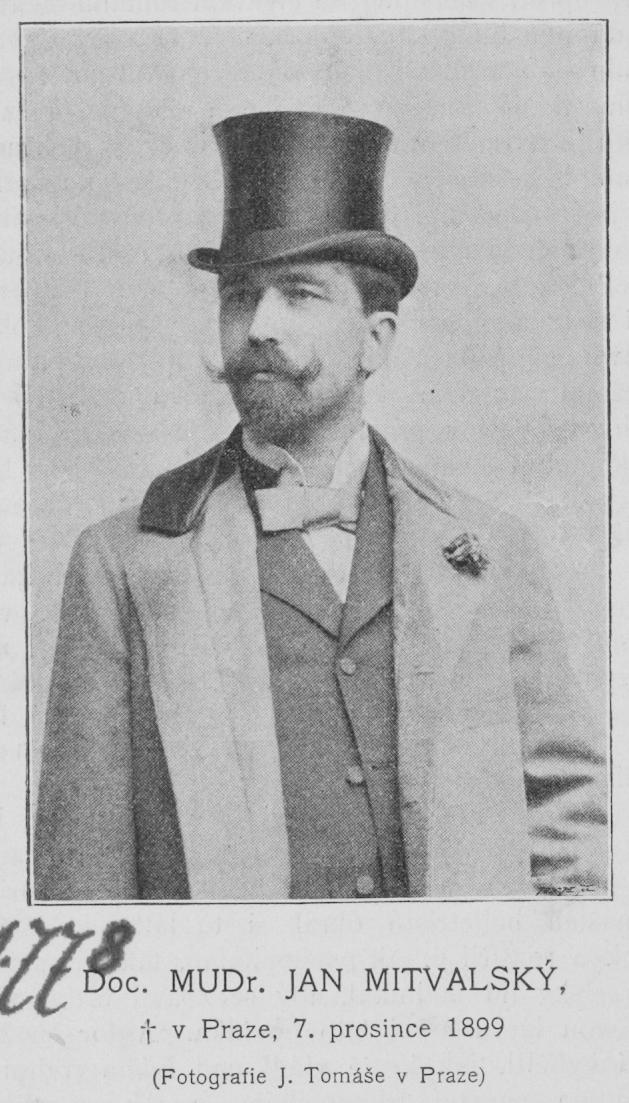
Lékař-oftalmolog Jan Evangelista Mitvalský